# جيرسون غارسيا
جيرسون غارسيا (بالإسبانية: Gerson García)‏ (24 أبريل 1985 في السلفادور - ) هو مدرب كرة قدم ولاعب كرة قدم بوليفي في مركز الدفاع. شارك مع منتخب السلفادور تحت 17 سنة لكرة القدم. أما مع النوادي، فقد لعب مع نادي الوحدة ونادي كوريتيبا ونادي ديبورتيفو أوليمبيا وC.D. Fuerte San Francisco ‏ وليمنيو ديبورتيفو ‏ وناسيونال بوتوسي.

## وصلات خارجية
- جيرسون غارسيا على موقع إي إس بي إن إف سي (الإنجليزية)
- جيرسون غارسيا على موقع قاعدة بيانات كرة القدم.إي يو (الإنجليزية)